# Rozière (ballon)

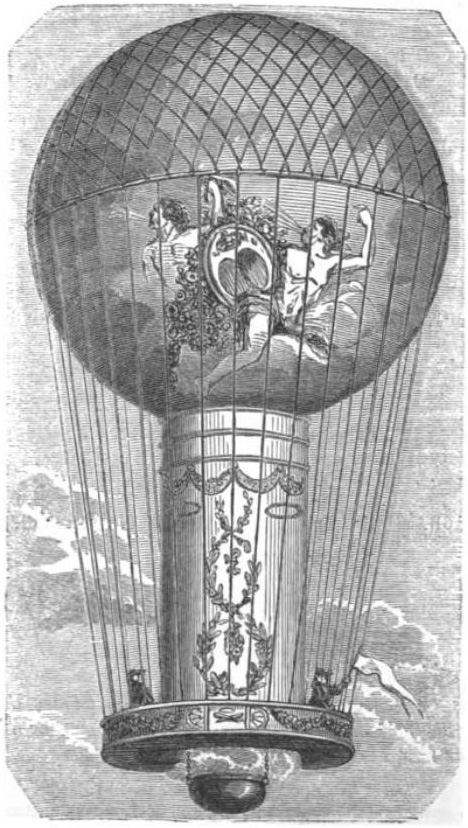
Laéro-montgolfière de Pilâtre de Rozier et Romain

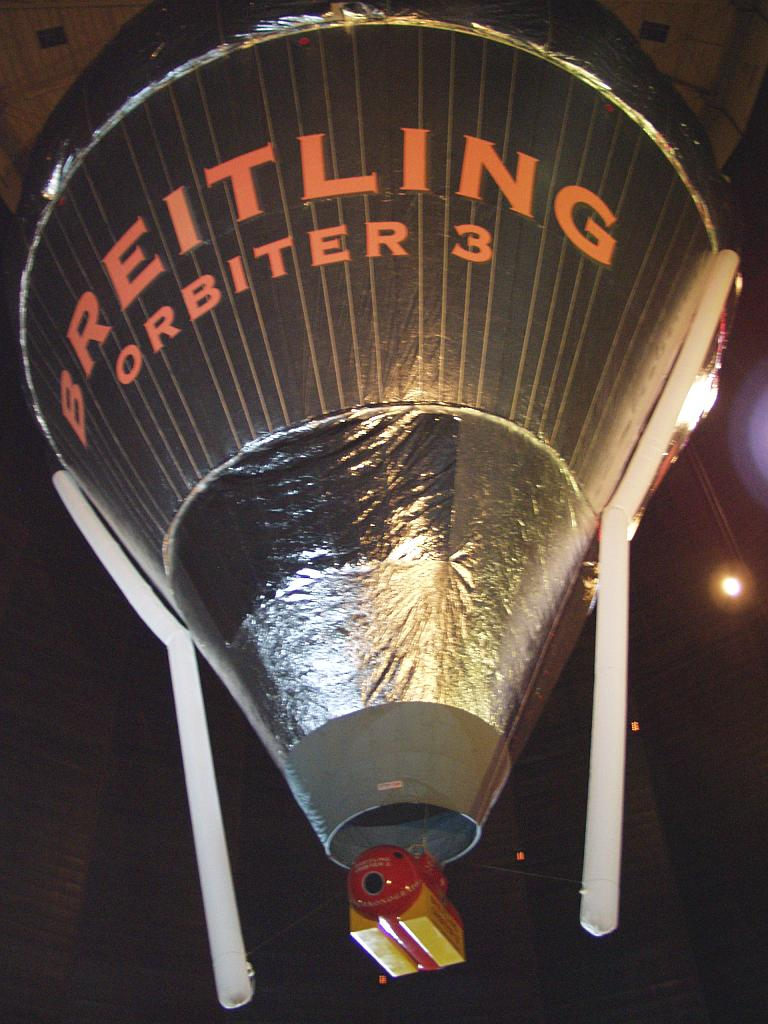
Breitling Orbiter 3

Une rozière est un ballon mixte constitué d'un ballon à gaz et d'une montgolfière. Elle doit son nom à son inventeur, Pilâtre de Rozier.

## Description
Une rozière est constituée de deux compartiments : un compartiment étanche contenant un gaz plus léger que l'air, généralement de l'hélium, et un compartiment ouvert contenant de l'air que l'on chauffe avec un brûleur qui fonctionne généralement au propane. Le ballon à gaz assure la flottabilité générale et on fait varier l'altitude en contrôlant la température de la partie à air chaud (qui échauffe également le gaz). Cette technologie est encore utilisée à l'époque moderne parce qu'elle permet une autonomie plus grande que la technique qui consiste à contrôler l'altitude en rejetant du gaz (pour descendre) ou du lest (pour monter).

## Historique
C'est avec l'intention de traverser la Manche en ballon que Pilâtre de Rozier imagine en 1784 de faire surplomber une montgolfière cylindrique d'un ballon sphérique gonflé à l'hydrogène. Il donne à cet engin original, haut de 22 mètres, le nom d'aéro-montgolfière. C'est à son bord qu'il trouve la mort le 17 juin 1785. Trop inflammable, l'hydrogène est ultérieurement remplacé par de l'hélium.
En mars 1999, la rozière Breitling-Orbiter III pilotée par Bertrand Piccard et Brian Jones réalise un vol sans escale autour du monde et cumule les records :
- Durée de vol : 19 jours 21 h 47 min
- Altitude maximale : 11 755 mètres
- Vitesse sol maximale : 240 km/h
- Distance parcourue : 45 755 kilomètres
- Nombre de pays survolés : 26 pays

Du 5 au 10 avril 2010, l'explorateur Jean-Louis Étienne réalise à bord d'une rozière la première traversée de l'Arctique en 121 h. Parti de l'archipel norvégien du Spitzberg, il parcourt 3 130 kilomètres avant de se poser à environ 250 kilomètres au nord de Batagaï, en Sibérie orientale.

## Dans la littérature
Dans le roman de Jules Verne Cinq semaines en ballon, le docteur Fergusson contrôle l'altitude du ballon en faisant varier la température du gaz  qu'il contient grâce à un procédé de son invention qui se rapproche du principe de la rozière.